# 今井華
今井 華（いまい はな、1992年11月12日 - ）は、日本の女性ファッションモデル、タレント。埼玉県秩父郡長瀞町出身。
モデルとしては、2011年から2013年まで『egg』の専属モデルを務めた後、2013年から2014年まで『JELLY』で活動。タレントとしては、Ustreamのネット配信番組やフジテレビの『テラスハウス』にレギュラー出演した。MARKSTYLERが展開するファッションブランド・FLOVE（フローヴ）のプロデューサーも務めている。

## 経歴

### モデル
2011年にギャル雑誌主催のパーティーでA-Lightからスカウトされ、それから数か月後に『egg』2011年6月号でモデルデビュー。さらにデビューから3か月で表紙モデルに抜擢されるなど、当初から人気が高かった。スカウトされた当時はうさんくさいスカウトだと思っていたものの、実際に所属するモデルに会い、信用性が増したと後に語っている。

### タレント
2012年、同年2月17日（16日深夜）にテレビ東京で放送された『くだまき八兵衛X』の「大好評企画第14弾！同じ雑誌のモデル同士でダメ出し合い八兵衛」の回でテレビ初出演。出演時には番組MCの名倉潤から滑舌が悪すぎるなどといじられ、同年9月14日（13日深夜）に放送の同番組で発表された「もう一度会いたい相席客BEST9」で第4位にランクインした。その後、2013年1月11日からフジテレビの『テラスハウス』にレギュラー出演し、持ち前の明るさと特技の料理を披露した。それ以外にも、日本テレビの『踊る!さんま御殿!!』や『有吉反省会』、TBSの『有吉ジャポン』などに出演した。

### ギャル語
2013年6月に前述の『踊る!さんま御殿!!』に出演した際に発信し、その後も他のバラエティ番組などで多用したことを機に新ギャル語として注目を集めた『バイブス』がある。 本来は、（言葉によらず伝わってくる）雰囲気、心の中、考え方といったことを意味する英語であり、レゲエやヒップホップ音楽では、「ノリ」「気合い」「フィーリング」「ソウル」などを表すが、実際に今井や若者たちの間では、使用される際の意味合いは漠然としており、「いいバイブス」（いい雰囲気、ノリがいい）、「バイブス上がってきた」（気分が高揚してきた）といったように、テンション・ノリ・雰囲気といった意味を表現し、「バイブスやばい！」「バイブス上がってきた！」「バイブス高い！」などの使い方をしたことでヒットした。 日常をいい感じにアゲてくれるギャル流行語として2013年の大賞にも選ばれた。
自身の写真集を発表した際には、「ギャルマインドを詰め込んだ」と紹介。また、隠れFカップである事を明かした。セミヌードを披露した事について、周囲からギャルとエロいで「ギャロい」と言われたとの事で「バイブスドッカン！」と表現している。
また、『egg』や『小悪魔ageha』の休刊をはじめとするギャル文化の低迷に触れ、「マインドやバイブスを持っているギャルは、渋谷に行けばいっぱいいる。世界にもギャル文化が広がってるし、素敵な日本のカルチャーだと思う。私はずっとギャルをやってる」と“生涯ギャル”宣言。続けて、「渋谷に貢献したい。渋谷観光大使とかあったらメチャクチャやりたい! 渋谷を写真に撮りたくなるように、外観から変えたら観光客も増えるんじゃないかな」と夢を語っている。
しかしその後も、バラエティだけでなく出演した各番組で不要なほどに「バイブス」発言を求められたことで、「バイブス」と書かれたカンペを見るだけで鳥肌が立つほどに精神的に追い詰められ、最後には事務所の人間と完全に連絡を断ち、自らテレビ業界を去った。

### プロデュース
本物のタバコが吸えない程の非喫煙者である今井自らプロデュースするニコチン・タール他の有害物質を一切使用しない美容タバコ（VITAkiss・ビタキッス）のモデルとして起用、美と喫煙を両立するスキル（喫煙しても美肌）を身に付ける事に成功している。
2024年10月には、自身がプロデュースする食ブランド『はなのさと』をオープン。オリジナルスープカレーや餃子などのオンライン販売を行い、2025年2月にはアトリエキッチンを完成させる。子ども食堂のボランティア、食のイベントの開催、料理動画の配信など、料理家としても活動している。2025年5月15日放送の『ダウンタウンDX』（読売テレビ制作・日本テレビ系列）にて、5年ぶりにテレビ出演。

## モデル活動

### 雑誌
- egg（大洋図書、2011年6月号 - 2013年2月号）専属
- JELLY（ぶんか社、2013年4月号 - 2014年10月号）専属

### 写真集
- it GAL（ワニブックス、2014年7月19日）

## 出演

### ネット配信番組
- ギャルトーク天国 → ぱにゃにゃん（Ustream/YouTube、2012年）

### テレビ番組
- テラスハウス（フジテレビ、2013年1月11日 - 7月5日） - 左記期間中にレギュラー出演。
- TiARY TV（tvk、2017年1月6日 - ）[4]

### テレビドラマ
- 私のホストちゃんS〜新人ホストオーナー奇跡の密着6カ月〜（テレビ朝日、2014年4月 - 9月） - オーナー 役
- 営業部長 吉良奈津子 第1話・第3話（フジテレビ、2016年7月4日・8月4日） - 吉田千佳 役
- #セルおつ（朝日放送、2017年4月30日（29日深夜）・5月7日（6日深夜）・5月14日（13日深夜）） - カフェのオーナーハナ 役

### ネット配信ドラマ
- 火花 第4話（Netflix、2016年6月3日） - 合コン相手 役

### 映画
- 植物図鑑 運命の恋、ひろいました（2016年6月4日） - 野上ユリエ 役
- 黒い暴動♥（2016年7月30日） - 紗都美 役

### CM
- レイトン教授と超文明Aの遺産（レベルファイブ、2012年[5]）
- コンタクトレンズ用消毒液 コンプリート・コンセプトシリーズ（エイエムオー・ジャパン、2014年[5]）
- ヘッドフォン（BOSE、2014年[5]）
- SHOPLIST.com（CROOZ、2014年10月・11月[5]）
- NOVELLA（武興商事）
- ヘビーローテーション（伊勢半）